# Teleradio Moldova
Teleradio Moldova, també coneguda per les sigles TRM, és la companyia de radiodifusió pública de la República de Moldàvia. És propietària de tres emissores de ràdio i dos canals de televisió.
L'empresa estableix com a data oficial de fundació el 8 d'octubre de 1939, dia en què va començar la primera emissora moldava de ràdio. Amb la independència de Moldàvia, els mitjans de comunicació públics es van nacionalitzar i el grup va ser canviat el nom Radioteleviziunea Nationala din Moldova («Radiotelevisió nacional de Moldàvia»).
TRM és membre de la Unió Europea de Radiodifusió des de 1993.

## Història
La primera emissió de ràdio a Moldàvia va ser a càrrec de la Companyia Radiotelefònica de Radiodifusió de Bucarest (Romania) l'1 de novembre de 1928. En aquesta època, l'actual Moldàvia estava unida a Romania però no era un fet reconegut pel govern soviètic. El 30 d'octubre de 1930, els russos van establir a Tiraspol el seu propi servei de ràdio. Per contrarestar la seva influència, l'alcalde de Chișinău va donar permís per engegar l'actual Radio Moldova, que va començar el 8 d'octubre de 1939 com a «Ràdio Besarabia», la segona cadena de la corporació pública romanesa.
A la fi de la Segona Guerra Mundial i amb el restabliment del poder soviètic, la ràdio moldava va passar al control de la nova república socialista i, igual que sota la influència romanesa, els nous gerents van mantenir un control ferri de la informació. El 30 d'abril de 1958 van començar les emissions del primer canal de televisió. Al principi la seva programació estava limitada a dues hores diàries, però es va augmentar amb el pas del temps. El 29 de setembre de 1974 es van emetre els primers programes en color.
Després de la independència de Moldàvia en 1991 es va nacionalitzar la ràdio i la televisió pública. En 1993 el grup es va convertir en membre de la Unió Europea de Radiodifusió i en 1994 es va crear l'actual companyia estatal «Teleradio Moldova», que des de 2004 és una empresa de servei públic.

## Serveis

### Ràdio
- Radio Moldova: fundada el 8 d'octubre de 1939 com a «Ràdio Besarabia», és l'emissora pública de ràdio. La seva programació és informativa.
- Radio Moldova Tineret: emissora dirigida al públic jove, amb música i magazines.
- Radio Moldova Muzical: ràdio especialitzada en música clàssica i acadèmica.

Des de 1992 fins a 2013 va existir una versió internacional (Radio Moldova Internaţional) que oferia programes en rus, anglès, francès i espanyol.

### Televisió
- Moldova 1: Fundada el 30 d'abril de 1958. La seva programació és generalista.
- Moldova 2: Inaugurat en 2016, és un senyal alternatiu al primer canal.

La televisió moldava va explicar també amb el seu propi canal internacional, TV Moldova Internaţional, però va ser tancat al gener de 2013 per raons econòmiques.